# 캐나다 고양이 협회
캐나다 고양이 협회(Association Féline Canadienne, CCA-AFC)는 캐나다 고양이의 복지를 증진하고, 캐나다의 모든 고양이 품종의 개량과 보존을 목적으로 하는 비영리 단체이다. CCA-AFC는 캐나다 유일의 국가 고양이 등록소로, 국제 고양이 애호가 협회, 국제 고양이 협회, 국제 고양이 연맹과 같은 주요 글로벌 협회에서 그 혈통과 등록이 받아들여지고 있다. 현재까지 CCA-AFC는 19만 마리 이상의 고양이를 등록했다.

## 같이 보기
- 고양이의 품종 목록